# Вибори президента Кіпру 2018
Президентські вибори пройшли в Кіпрі 28 січня 2018 року.

## Виборча система
Президент Кіпру обирається за системою абсолютної більшості; якщо жоден із кандидатів не отримує необхідної кількості голосів у першому турі голосування, наступний буде проходити між двома кандидатами.

## Кандидати
- Нікос Анастасіадіс, DISY[2]
- Йоргос Ліллікас, Цивільний Альянс
- Ніколас Пападопулос, Демократична партія[3] також підтриманий рухом «Солідарність» і рухом за соціал-демократію[4][5]
- Ставрос Малас, від прогресивної партії трудового народу[6]
- Христос Христу, ЕЛАМ (Кіпр)[7][8]
- Андреас Ефстратіу
- Михайло Міва
- Хрітакі Капфадакіс
- Харіс Арістід

## Опитування громадської думки
Див. вихідні дані.
| Організація                                                                                                  | Дата         | Утримались | Анастастасідіс | Малас  | Пападопулас | Лілікас | Христу | Інші  | Лідерство |
| --- | ------------ | ---------- | -------------- | ------ | ----------- | ------- | ------ | ----- | --------- |
| [Архівовано 30 січня 2018 у Wayback Machine.] Symmetron [Архівовано 30 січня 2018 у Wayback Machine.]        | 14 Jan 2018  | 12.5 %     | 34.4 %         | 21.2 % | 22.6 %      | 3.5 %   | 4.3 %  | 1.5 % | 11.8 %    |
| Noverna | 14 Jan 2018  | 22.6 %     | 32.1 %         | 18.6 % | 14.5 %      | 1.2 %   | 5.7 %  | 5.3 % | 13.5 %    |
| Pulse | 12 Jan 2018  | 23.2 %     | 30.8 %         |        |             |         |        |       |           |
| [Архівовано 7 січня 2018 у Wayback Machine.] CYMAR [Архівовано 7 січня 2018 у Wayback Machine.]              | 21 Dec 2017  | 33.5 %     | 30 %           |        |             |         |        |       |           |
| [Архівовано 3 лютого 2018 у Wayback Machine.] Prime Consulting [Архівовано 3 лютого 2018 у Wayback Machine.] | 15 Dec 2017  | 10.1 %     | 35 %           |        |             |         |        |       |           |
| Noverna | 10 Dec 2017  | 25.7 %     | 30.4 %         |        |             |         |        |       |           |
| CMRC | 8 Dec 2017   | 16.2 %     | 29.1 %         |        |             |         |        |       |           |
| CYMAR | 24 Νov 2017  | 28.5 %     | 27 %           |        |             |         |        |       |           |
| [Архівовано 29 січня 2018 у Wayback Machine.] Symmetron [Архівовано 29 січня 2018 у Wayback Machine.]        | 23 Νοv 2017  | 9.6 %      | 33.7 %         |        |             |         |        |       |           |
| CMRC | 10 Νοv 2017  | 19 %       | 26.3 %         |        |             |         |        |       |           |
| Prime Consulting [Архівовано 9 квітня 2018 у Wayback Machine.]                                               | 7 Νοv 2017   | 15 %       | 32.9 %         |        |             |         |        |       |           |
| Prime Consulting                                                                                             | 15 Οct 2017  | 16 %       | 30 %           |        |             |         |        |       |           |
| [Архівовано 22 лютого 2018 у Wayback Machine.] IMR [Архівовано 22 лютого 2018 у Wayback Machine.]            | 12 Οct 2017  | 31 %       | 33 %           |        |             |         |        |       |           |
| [Архівовано 20 січня 2018 у Wayback Machine.] Prime Consulting [Архівовано 20 січня 2018 у Wayback Machine.] | 9 Οct 2017   | 18 %       | 31.7 %         |        |             |         |        |       |           |
| Noverna | 8 Oct 2017   | 18 %       | 23 %           |        |             |         |        |       |           |
| [Архівовано 5 лютого 2018 у Wayback Machine.] Symmetron [Архівовано 5 лютого 2018 у Wayback Machine.]        | 2 Οct 2017   | 25 %       | 32 %           |        |             |         |        |       |           |
| [Архівовано 4 грудня 2017 у Wayback Machine.] CYMAR [Архівовано 9 березня 2018 у Wayback Machine.]           | 29 Sep 2017  | 33 %       | 27 %           |        |             |         |        |       |           |
| [Архівовано 4 грудня 2017 у Wayback Machine.] CYMAR [Архівовано 9 березня 2018 у Wayback Machine.]           | 29 Sept 2017 | 33 %       | 27 %           |        |             |         |        |       |           |
| [Архівовано 23 грудня 2017 у Wayback Machine.] IMR [Архівовано 23 грудня 2017 у Wayback Machine.]            | 29 Jul 2017  | 22 %       | 31 %           |        |             |         |        |       |           |